# Station Holmestrand
Station Holmestrand is een station in  Holmestrand in de gelijknamige gemeente in Noorwegen. Het station ligt aan Vestfoldbanen. 

## Geschiedenis

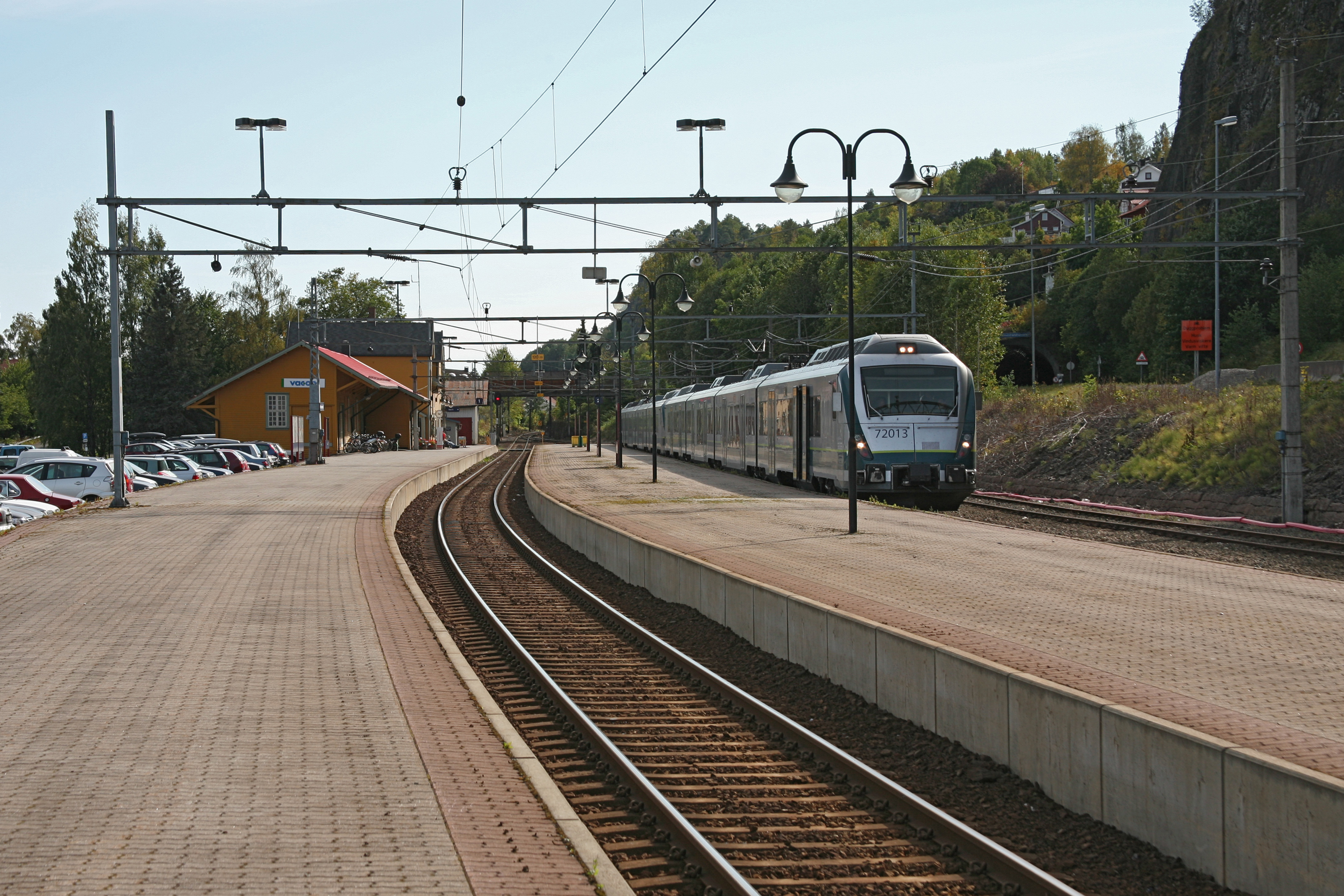
Het oude station

Het eerste station in Holmestrand werd geopend in 1881. Het lag aan het oude tracé van Vestfoldbanen. Het werd gesloten in oktober 2016 in samenhang met de opening van het nieuwe tracé tussen Holm en Sande. Het nieuwe tracé loopt bij Holmestrand door een ruim 12 kilometer lange tunnel. Het nieuwe station, geopend in november 2016, ligt in deze tunnel.